# Zion
Zion (Сио́н) — это десятый студийный альбом норвежского музыкального продюсера Александра Винтера под псевдонимом Savant, выпущенный 13 декабря 2014 года звукозаписывающей компанией SectionZ Records.

## Запись
Zion (Гора Сио́н) — южная часть западного холма Иерусалима, находящаяся вне стен Старого города. Александр Винтер описывает альбом как смесь электронной музыки, атмосферы арабской и еврейской музыки, а также инопланетных мифов шумерских времён.

## Список композиций
Все композиции написаны и спродюсированы Александром Винтером.
| №                   | Название            | Длительность |
| ------------------- | ------------------- | ------------ |
| 1.                  | «Anunnaki»          | 2:18         |
| 2.                  | «Arrival»           | 5:46         |
| 3.                  | «Apocalypse»        | 7:12         |
| 4.                  | «Crusade»           | 5:50         |
| 5.                  | «Desert Eagle»      | 3:34         |
| 6.                  | «Castle of Gods»    | 4:20         |
| 7.                  | «Nazareth»          | 4:46         |
| 8.                  | «Princess of Zion»  | 5:31         |
| 9.                  | «Outcasts»          | 4:15         |
| 10.                 | «Shazam»            | 4:19         |
| 11.                 | «Spider»            | 4:11         |
| 12.                 | «Royality»          | 5:09         |
| 13.                 | «Mecca»             | 5:43         |
| 14.                 | «Meshugga»          | 8:15         |
| 15.                 | «Sons of Babel»     | 3:05         |
| 16.                 | «Zion»              | 5:27         |
| Общая длительность: | Общая длительность: | 79:50        |

## Участники записи
Savant
- Александр Винтер — продюсирование, вокал, синтезаторы, синтезаторы, клавишные, ударные.

Дизайнерский персонал
- Imson — дизайн, обложка.